# Coop Pank
Coop Pank (jusqu'en 2017 Eesti Krediidipank) est une banque universelle en Estonie.

## Présentation
En décembre 2019, la banque comptait 15 agences et 28 points bancaires dans toute l'Estonie et plus de 58 000 clients actifs.
La négociation des actions Coop Pank a commencé à la Bourse de Tallinn le 10 décembre 2019.

## Histoire
Krediidipank, le prédécesseur de Coop Pank, a été fondée par Rein Otsason, le premier président de l'Eesti Pank recréée, en 1992 (après avoir été démis de ses fonctions de chef de la banque centrale) avec plusieurs autres entrepreneurs estoniens. La réunion fondatrice de Krediidipank a eu lieu le 28 mars. Le capital de base de la banque était de 6 millions de roubles. 
Le 10 avril 1992, l'établissement de crédit homologue a reçu une licence bancaire d'Eesti Pank.
En 1993, Krediidipank a commencé à étendre son réseau de succursales et a ouvert des succursales à Narva, Jõhvi et Haapsalu. 
En 1994, le siège social a également été transféré vers un nouvel emplacement à Tallinn, Narva maantee 4.
En 1999, Krediidipank a signé un accord de coopération avec la banque de Moscou, qui a permis le développement des échanges commerciaux entre l'Estonie et la Russie.
En 2003, la Letton Business Bank AS a acquis une participation de 18,695 % dans Eesti Krediidipanka. LBB était détenue à 100 % par la Banque de Moscou, avec la vente de la participation, un investisseur stratégique a été trouvé pour la banque, qui a augmenté sa participation dans la banque à 60 % en 2005 et à 65,7 % en 2006.
En 2010, les actionnaires ont décidé d'augmenter le capital social de la banque de 264 millions de couronnes à 720 millions de couronnes. 
Cette question a considérablement modifié la structure des propriétaires de Krediidipank. L'ancien propriétaire principal, la Banque de Moscou, qui détient une participation de près de 90 % dans Krediidipank par l'intermédiaire de la Latvijas Biznesa Banka (LBB), est entrée dans le cercle des actionnaires de Krediidipank par le biais d'une participation directe.
En 2017, Inbank AS a acheté 25 % et Coop Eesti 59,7 % des actions d'Eesti Krediidipank AS. 
Krediidipank a fonctionné sous son nom jusqu'à l'automne 2017, le 2 octobre 2017, Krediidipank est officiellement devenue Coop Pank. Après le changement de propriétaires, la stratégie, le plan d'affaires et la structure de la banque ont été modifiés.
Le 10 décembre 2019, la négociation des actions de Coop Pank a débuté à la Bourse de Tallinn.
Le 29 juin 2021, le nombre de clients bancaires quotidiens de la Banque Coop dépassait les 100 000.

## Actionnaires
Au 9 décembre 2019, le plus importants actionnaires de Coop Pank sont:
| #        | Actionnaire               | %      |
| -------- | ------------------------- | ------ |
| 1        | COOP Investeeringud       | 25.3 % |
| 2        | Tarbijate ühistud         | 18.3 % |
| 3        | Andres Sonn               | 9.3 %  |
| 4        | CM Capital                | 6.9 %  |
| 5        | Eesti Ühistukapital       | 3.6 %  |
|          | Actionnaires minoritaires | 36.5 % |
| Sources: |                           |        |